# Leif Hambraeus
Leif Hambraeus, född 1936, är en svensk läkare.
Leif Hambraeus tog läkarexamen vid Karolinska institutet där han också disputerade 1964. Sedan 1965 har han varit knuten till Uppsala universitet där han blev docent i medicinsk och fysiologisk kemi 1965 och 1972 utnämndes till professor i näringslära.
Hambraeus har författat drygt 350 vetenskapliga artiklar och varit redaktör och medförfattare i nio monografier.
Hans forskningsarbete har innefattat studier av energi- och proteinomsättningen hos människa, idrottsnutrition, kostbehandling vid olika sjukdomar, särskilt medfödda biokemiska sjukdomar, bedömning av näringsstatus och kroppssammansättning, fysiologisk betydelse av näringskomponenter i bröstmjölk och komjölk samt nutritionsproblem hos barn och spädbarn i ett internationellt och nationellt perspektiv.
Hambraeus invaldes 1990 som ledamot av Kungl. Skogs- och Lantbruksakademien och 1997 som utländsk ledamot av Finska Vetenskapsakademien. 